# Antihélium

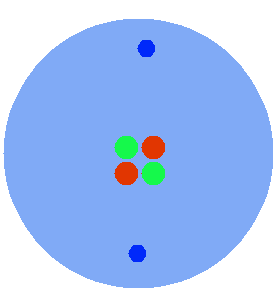
Schématisation d'un atome d'antihélium 4, avec 2 antiprotons et 2 antineutrons.

L'antihélium est l'atome d'antimatière « symétrique » de celui d'hélium : il est constitué d'un (anti)noyau composé de deux antiprotons et d'un (antihélium 3) ou deux (antihélium 4) antineutrons, et d'un cortège de deux positons. On le représente souvent par le symbole He, dont l’usage n'est cependant pas validé par l'Union internationale de chimie pure et appliquée.
Les antiatomes d'antihélium 3 sont découverts en 1970 puis en 2003 et d'antihélium 4 en 2011 (les antinoyaux d'hélium 4 sont les plus lourds jamais créés). Dix-huit antiatomes d'antihélium 4 ont été créés.